# Hotel Llao Llao
El Llao Llao Hotel & Resort es un tradicional hotel del Departamento Bariloche, Provincia de Río Negro, Argentina, propiedad del Grupo Sutton Dabbah y del grupo IRSA, por partes iguales.
El mismo se emplaza al oeste de la ciudad, específicamente en la Av. Exequiel Bustillo km 25. El predio se encuentra en una pequeña colina sobre la península Llao Llao, entre los lagos Nahuel Huapi y Moreno, rodeado de montañas y bosques. Es una construcción de principios del siglo XX de estilo canadiense, realizada en madera, piedra y tejas normandas. Con 173 habitaciones y 28 suites, cuenta además con campo de golf de 18 hoyos, spa, y piscina climatizada. En 2007 se inauguró un ala sobre el Lago Moreno con 43 lujosas habitaciones. Por ser el edificio Antiguo Monumento Histórico Nacional, el ala nueva fue construida de forma que no altere la imagen del mismo, en forma separada y ambas unidas por un puente y ascensor que los vincula.

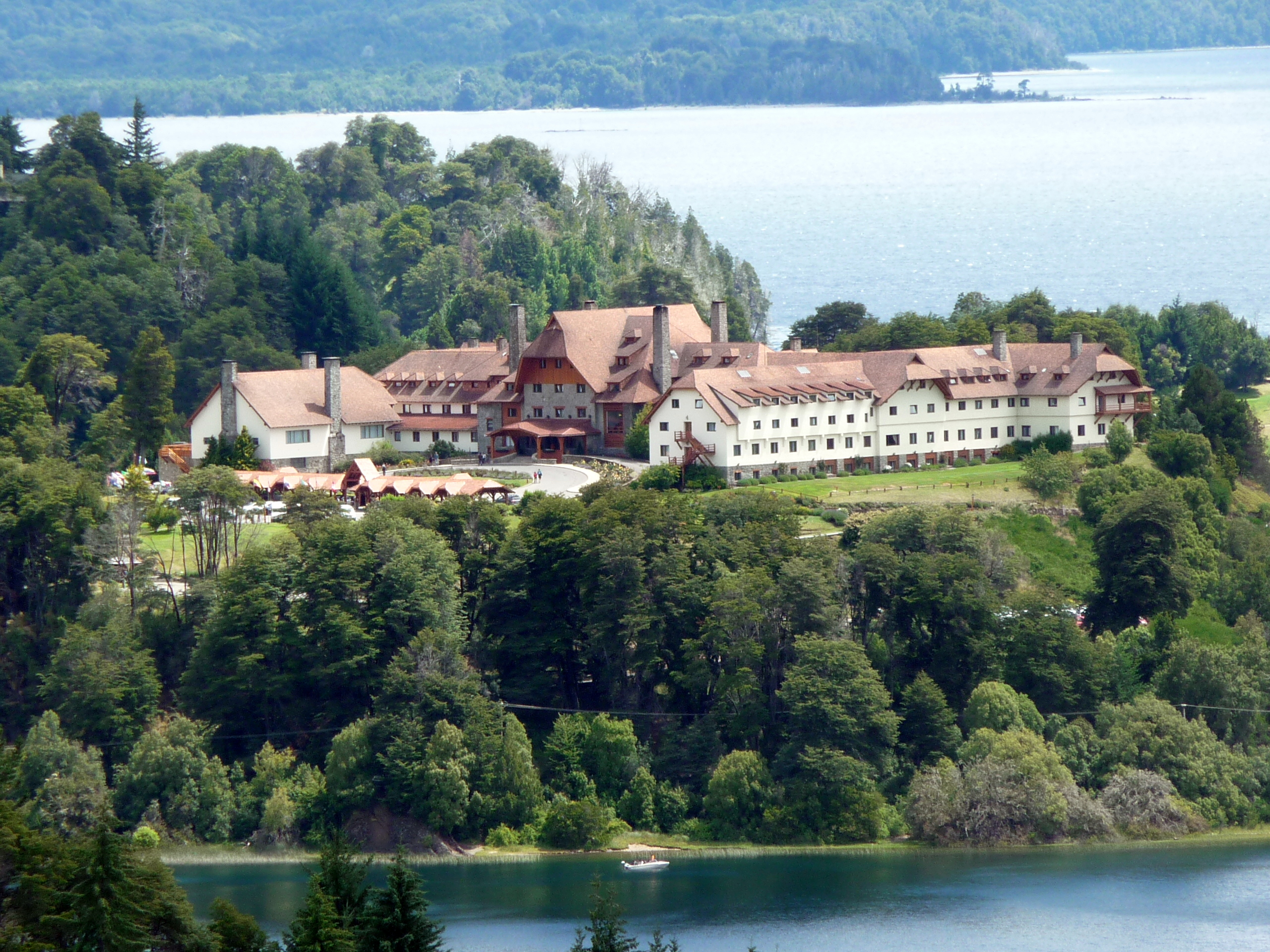
Hotel Llao Llao visto desde el punto panorámico del Circuito Chico. Al frente se ve el lago Moreno y al fondo el lago Nahuel Huapi.

Villa Llao Llao fue fundada en 1937 a 25 km de San Carlos de Bariloche por Exequiel Bustillo, presidente de Parques nacionales y hermano del arquitecto Alejandro Bustillo, constructor del hotel Llao Llao y hoy se encuentran unidas por una avenida costera que lleva el nombre del primer director de Parques nacionales: Exequiel Bustillo. 
El hotel fue emplazado dentro del parque nacional Nahuel Huapi, rodeado de cristalinos lagos, majestuosas montañas y bosques, que le conceden una vista sin igual en la región.
Desde sus instalaciones pueden apreciarse los cerros López, Capilla y el Tronador.
A 300 m del hotel se alza la pintoresca capilla San Eduardo que alberga una serie de frisos donados por el artista plástico Raúl Soldi. También en las cercanías se encuentra puerto Pañuelo.

## Descripción

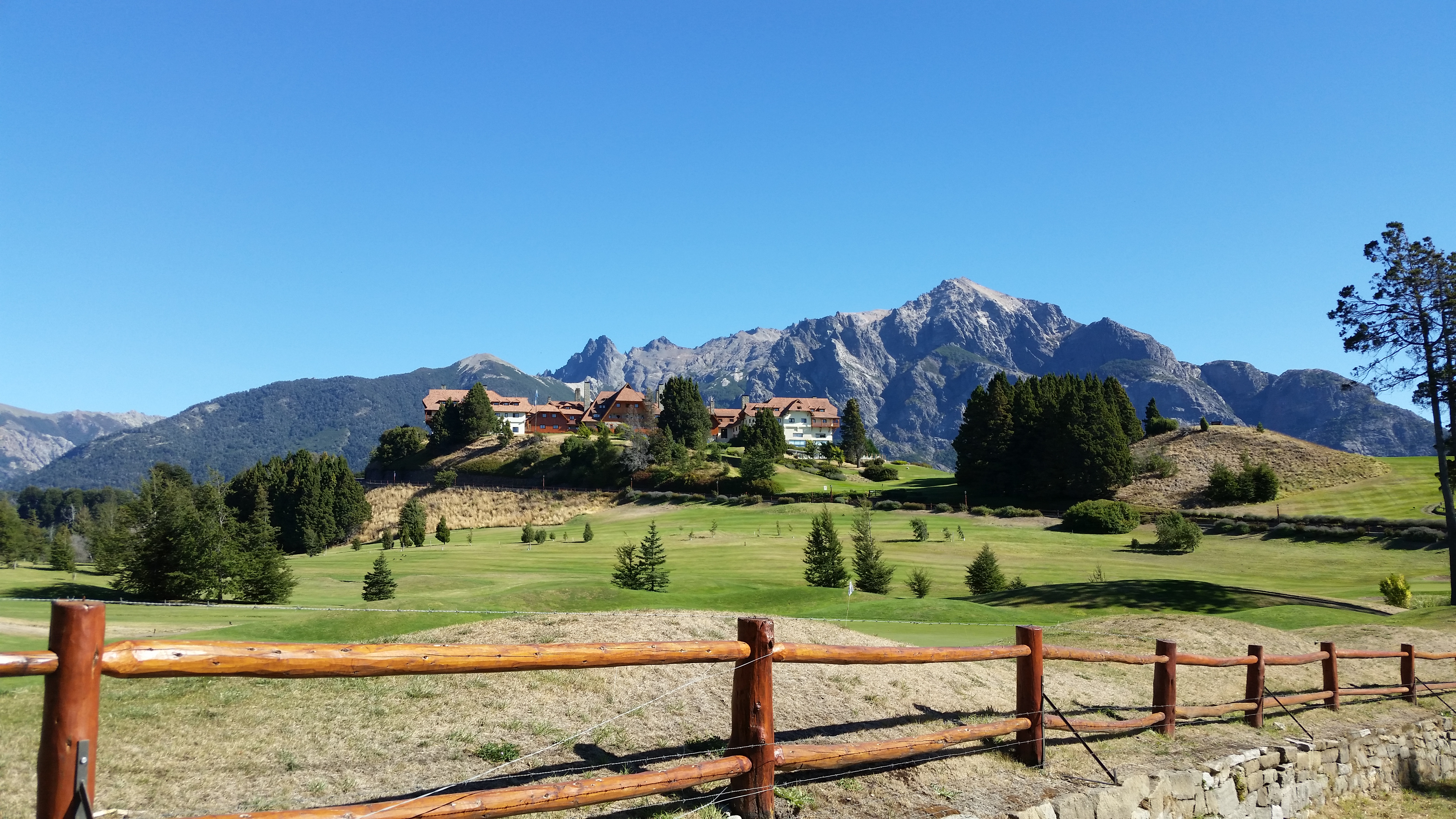
Hotel Llao Llao visto desde Av.Exequiel Bustillo

Esta construcción fue diseñada por el arquitecto Alejandro Bustillo y amueblada por él mismo junto con el diseñador francés Jean-Michel Frank gracias a la Casa Comte. Este equipo también diseñó y amuebló el Hotel Provincial y el Casino Central, ambos de la ciudad de Mar del Plata, provincia de Buenos Aires. Su proyecto fue seleccionado en un concurso público, aunque cuestionado por su parentesco con el presidente de Parques nacionales de la República Argentina, Exequiel Bustillo. Aun así, el estilo era el que según el jurado seleccionador, más concordaba con las características de la región. Se comenzó su construcción en 1936, para lo cual debieron derribarse más de cinco mil árboles en el lugar de emplazamiento. Fue construido enteramente en madera y piedra, y su techo cubierto de tejuelas de alerce. Para que los pasajeros pudieran apreciar el entorno, fueron construidos balcones, terrazas y grandes ventanas. El complejo hotelero esta enmarcado por inmensos parques creados por el paisajista alemán Hermann Botrich.
Su nombre se debe a un hongo muy común en la región, el llao llao, que crece adherido al ñire y al coihue, árboles muy comunes en la zona.

## Arquitectura
El establecimiento actual es un complejo con cancha de golf de 18 hoyos, marina, playa, solarium, un gran parque de 15 hectáreas integrado a la cancha de golf, 2 piscinas -una cubierta y otra externa descubierta, ambas climatizadas-, Health Club y Spa, Business Center, sala de juegos, sala de lectura y sala de bridge. El Hotel posee 205 habitaciones, de las cuales 43 corresponden al Ala Moreno, que está integrada por Studios y Suites de lujo, una Suite Royal y dos Suites Master, con imponentes vistas del Lago Moreno y Cerro Tronador, todas con balcón terraza y jacuzzi. En el Ala Bustillo, edificio original del Hotel, la suite presidencial frente al Lago Nahuel Huapi es de 162 m² y posee baño con hidromasaje, ducha con masaje, baño con revestimiento en mármol, una terraza de 108m² y una gran chimenea en su amplio living comedor. Además los huéspedes tienen la opción de alojarse en una exclusiva cabaña con imponentes vistas a los jardines, cancha de golf y lagos Moreno y Nahuel Huapi.
La fachada y el exterior del Hotel están pensados para armonizar con el entorno que cautivó a Exequiel Bustillo cuando eligió el lugar donde emplazaría el emblemático Llao Llao. Pero no sólo el exterior, sino también las entrañas del Llao Llao respetan y mantienen esa relación con el lugar. Para el diseño interior y la decoración se utilizaron materiales originales como madera de ciprés, pino hemlock trabajado en tablas y en medios troncos rústicos, y piedra verdosa de la zona (piedra toba verde). Se enfatizó la magnificencia de los grandes salones concebidos por Bustillo, tratándose el interior como un suntuoso "grand hôtel de montagne" dentro de un estilo de campo refinado, con obras de arte y alta artesanía, y con referencia a los temas de caza, montaña y del campo argentino. 
Uno de los conceptos básicos fue vestir la caja interior con alfombras dibujadas, géneros estampados y tramados cuidadosamente combinados en texturas y colores. Para las habitaciones y studios modificadas se eligió una línea campagnard refinada. Los muebles se construyeron en Argentina con madera de guindo maciza y chapa de pino chileno para lograr veta y nudo, en tonos claros armonizando con el pino hemlock de las puertas originales del Hotel. En las suites se buscaron tonos de maderas más oscuras, y se eligieron esquemas de color para todos los gustos que además de los colores básicos de la decoración del hotel incluyen el azul, lavanda, lacre, verde agua y menta suave. Los dos restaurantes con los que cuenta el Hotel – Patagonia y Asador Criollo – están resueltos en dos niveles comunicados por una escalera de madera. El piso inferior, formal, está armado con mesas de distintas formas y tamaños. Todas las sillas tienen apoyabrazos y tallas de haces de espigas. Un mueble de anticuario con platería expuesta adorna la pared principal, mientras que en las otras hay pinturas importantes. En el nivel superior se encuentra el comedor informal, muy acogedor, resuelto en tonos de madera nogal lavado con géneros y tapizados con motivos de hojas y bayas, en tonos cálidos. Sus sillas se tallaron en rosa mosqueta, mientras que las arañas y los apliques son de hierro patinado.[1]

## Historia

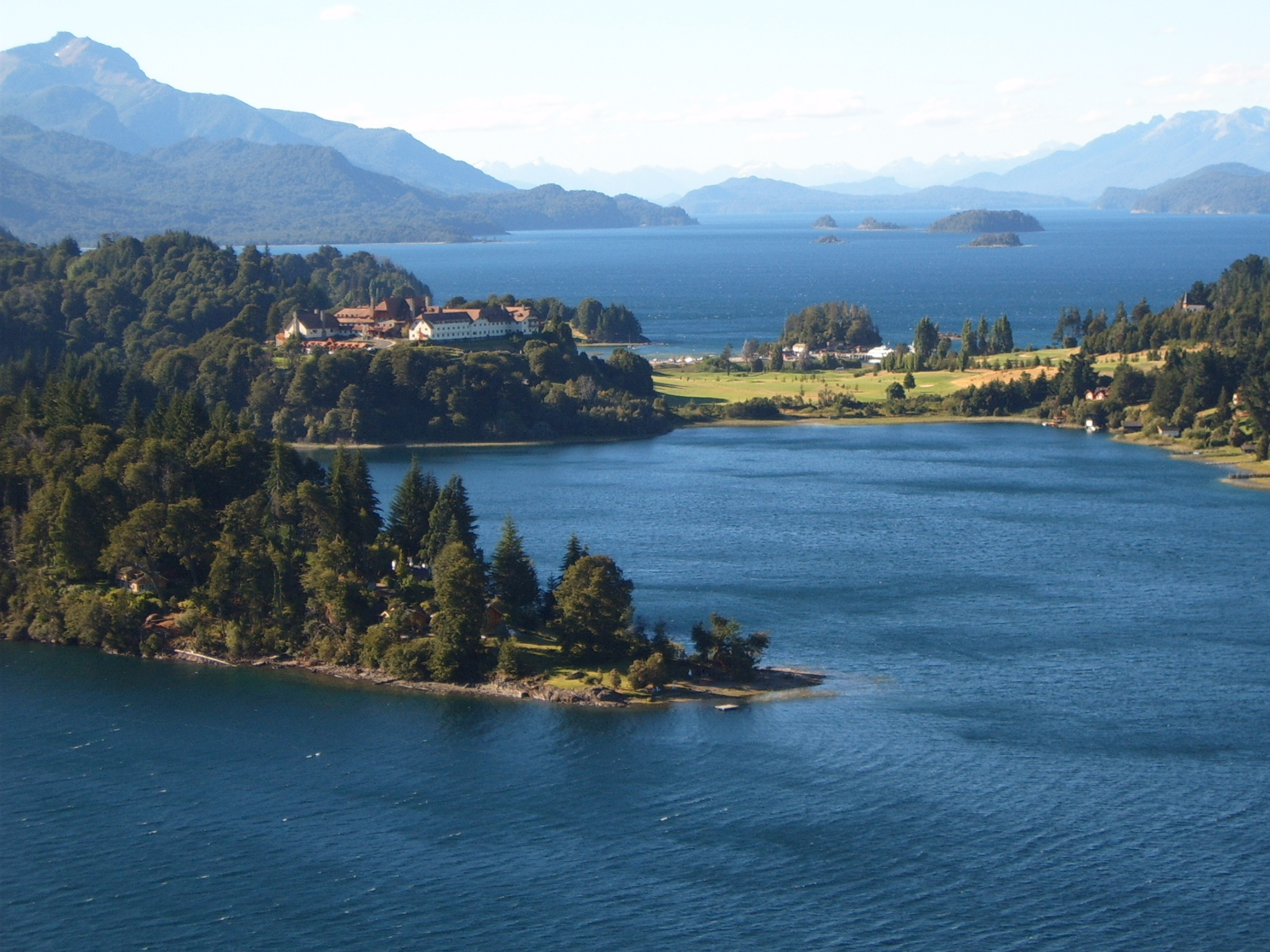
Llao Llao y el Lago Nahuel Huapi

El 31 de diciembre de 1938, se realizó el primer evento en sus instalaciones, pero fue oficialmente inaugurado el 9 de enero de 1938. Su administración fue confiada al consorcio del Plaza Hotel de Buenos Aires.
El 26 de octubre de 1939, un incendio destruyó casi por completo las instalaciones. No obstante eso, la tragedia no desanimó a los Bustillo que, casi inmediatamente, comenzaron la reconstrucción de este edificio y, así, un año después, el 15 de diciembre de 1940, reabrieron sus puertas al público. Cabe mencionar que tal vertiginosa reconstrucción se debió a dos razones históricas: un país (Argentina) con mucho dinero disponible y Europa en guerra, lo que implicaba que todos los turistas norteamericanos y argentinos tendrían anulada la opción turística del Viejo Continente.
Pese a su renombre internacional, el gobierno fue abandonándolo poco a poco a su suerte, de tal manera que en 1979 cerró sus puertas, tras varios intentos fallidos por privatizarlo. Permaneció en total abandono hasta 1991, en que fue privatizado, siendo la empresa Llao Llao Holding la adjudicada. Ésta comenzó a remodelar el edificio respetando el proyecto original. El 3 de julio de 1993 fue re-inaugurado bajo el nombre de Llao-Llao Hotel & Resort Golf Spa.

## Numismática y notafilia
El Llao Llao aparece en el reverso de los billetes de  1 Peso Ley 18.188 y 1 Peso Argentino